# Aansluiting (openbaar vervoer)
In het openbaar vervoer wordt met een aansluiting een in de dienstregeling gecreëerde mogelijkheid om te kunnen overstappen van de ene op de andere vervoersdienst bedoeld. 
Aansluitingen zijn ruwweg onder te verdelen in twee categorieën:
- Krappe aansluiting: aansluiting met een beperkte tijd om te kunnen overstappen. Bij een krappe aansluiting wordt er bij voorkeur gezorgd voor een cross-platform-overstap, waardoor het overstappen vlot verloopt en men dus met beperkte tijd toe kan. Op grotere stations in Nederland geldt een minimum overstaptijd, op bijvoorbeeld Utrecht Centraal geldt een minimum overstaptijd van 5 minuten (tenzij het een cross-platform overstap betreft), een krappe aansluiting van 4 minuten of minder telt dan niet als aansluiting.
  - Voordeel: Er gaat weinig tijd verloren met overstappen, waardoor de totale reistijd over de gehele vervoersketen zo kort mogelijk is.
  - Nadeel: Als er regelmatig vertragingen optreden, kan een krappe aansluiting een onbetrouwbare aansluiting worden.
- Robuuste aansluiting: aansluiting met een overvloed aan tijd om te kunnen overstappen.
  - Voordeel: de aansluiting wordt (vrijwel) altijd gehaald.
  - Nadeel: Deze aansluitingen maken de totale reistijd over de gehele vervoersketen langer.